# L'Ombre de l'Introuvable
Pour les articles homonymes, voir Rendez-vous avec la mort.
Série The Thin Man
Nick joue et gagne (1939) L'Introuvable rentre chez lui (1944)
Pour plus de détails, voir Fiche technique et Distribution.
L'Ombre de l'Introuvable (Shadow of the Thin Man) est un film américain en noir et blanc réalisé par W. S. Van Dyke et sorti en 1941.
Il s’agit du quatrième des six volets de la série de films Thin Man mettant en scène les personnages de Nick et Nora, mari et femme jouant les détectives amateurs, incarnés par William Powell et Myrna Loy depuis 1934.

## Synopsis
Le couple Nick et Nora Charles reprend du service pour une nouvelle affaire : le meurtre d'un jockey lié à la mafia locale.

## Fiche technique
- Titre original : Shadow of the Thin Man
- Titres français : L'Ombre de l'Introuvable ; Rendez-vous avec la mort et L’Énigme de San Francisco (titres alternatifs)
- Réalisation : W. S. Van Dyke
- Scénario : Irving Brecher et Harry Kurnitz, d'après les personnages du roman de Dashiell Hammett et une histoire de Harry Kurnitz
- Musique : David Snell
- Décors : Cedric Gibbons
- Costumes : Robert Kalloch
- Photographie : William H. Daniels
- Montage : Robert Kern
- Production : Hunt Stromberg
- Société de production : Metro-Goldwyn-Mayer

- Société de distribution : Metro-Goldwyn-Mayer

- Pays d'origine :  États-Unis
- Langue : anglais
- Format : noir et blanc
- Genre : comédie policière
- Durée : 97 minutes
- Dates de sortie :
  - États-Unis : 21 novembre 1941
  - France : 22 juillet 1949

## Distribution
- William Powell : Nick Charles
- Myrna Loy : Nora Charles
- Barry Nelson : Paul
- Donna Reed : Molly
- Sam Levene : Lieutenant Abrams
- Alan Baxter : Whitey Barrow
- Henry O'Neill : le major Jason I. Sculley
- Richard Hall : Nick Jr.
- Stella Adler : Claire Porter
- Loring Smith : Link Stephens
- Joseph Anthony : Fred Macy
- Lou Lubin : Rainbow Benny
- Louise Beavers : Stella

Acteurs non crédités :
- Oliver Blake : Fenster, l'avocat de Stephens
- Ava Gardner : une passante
- Tito Vuolo : Luis
- Skippy : Asta le chien

## Galerie

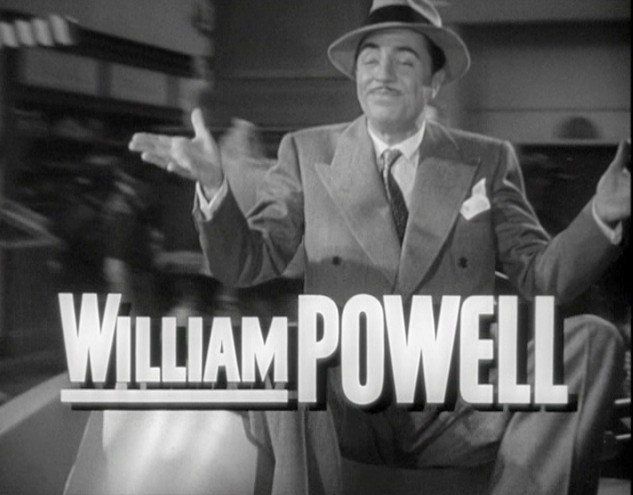
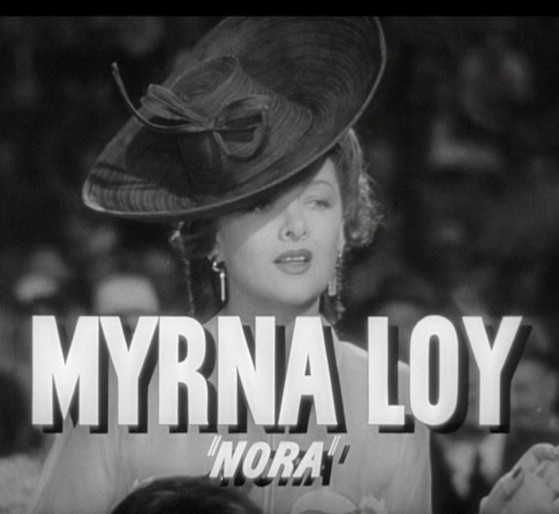
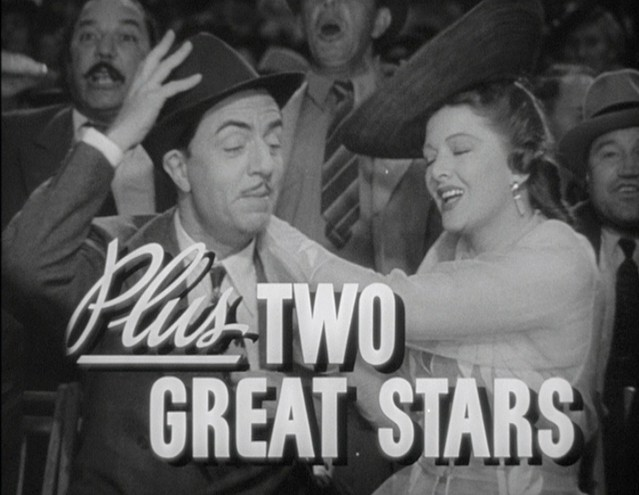
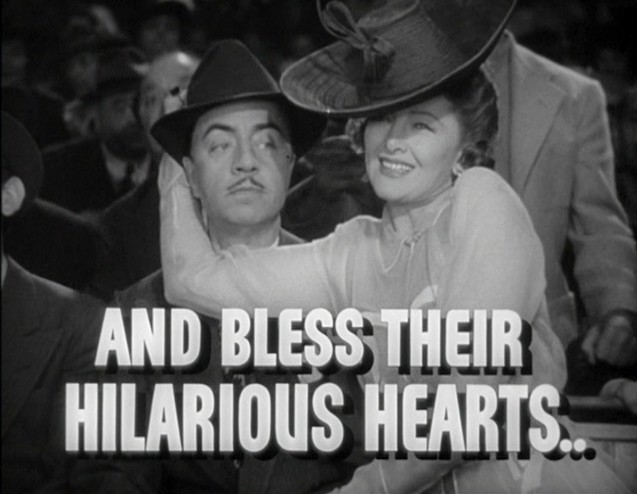
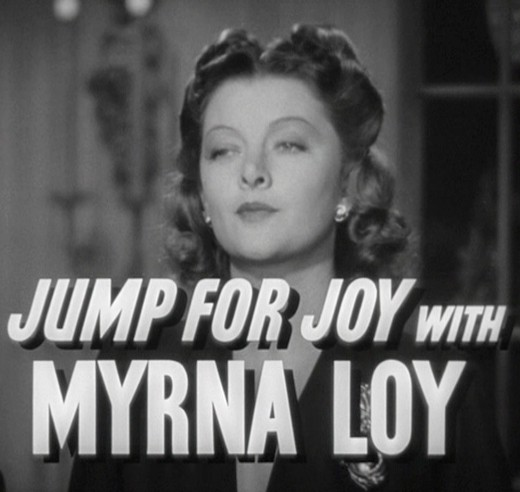
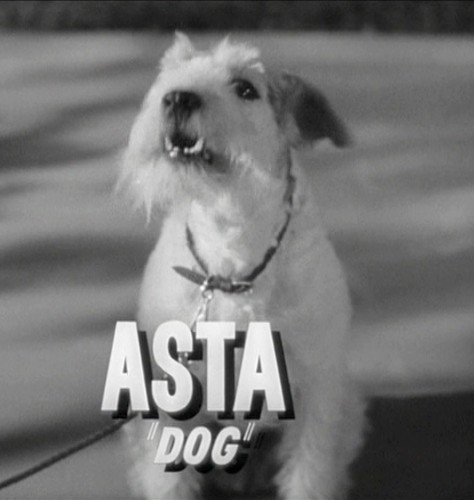

## Autour du film
- Tournage août 1941[1].
- Lieux de tournage : Golden Gate Fields à Berkeley, Baie de San Francisco pour les extérieurs, Studio d'Hollywood pour les intérieurs[2].
- Quatrième volet de la série des Thin Man et dernier mis en scène par W. S. Van Dyke qui se suicidera deux ans plus tard. Le cinéaste aura, finalement, assuré la réalisation de quatre des six films de cette série.
- Onzième film du duo William Powell-Myrna Loy.
- Les époux Frances Goodrich et Albert Hackett, qui avaient écrit le script des trois premiers films de la série Thin man, refusèrent de prendre part à celui-ci[3].
- En désaccord avec la production, Dashiell Hammett, auteur de la série des Thin Man, se mit en retrait[4].
- L'acteur Barry Nelson commença sa carrière avec ce film[5].
- Ava Gardner fit ses débuts en tant que figurante. Donna Reed commença également sa carrière[6].
- Myrna Loy ne voulait pas prendre part à ce projet alors qu'elle était en partance pour New York afin de s'impliquer dans l'effort de guerre en tant que volontaire à la Croix Rouge. Elle estimait de plus que le film n'apportait rien de plus par rapport aux précédents de la série des Thin Man. Loy qui espérait finaliser son divorce avec Arthur Hornblow Jr et retrouver son amant Spencer Tracy avant son départ accepta de tourner dans cette production qui fut mis en scène en deux semaines. Par la suite, elle regretta son choix, affirmant que ce film paraissait terne par rapport aux précédents[7],[8],[9],[10].
- Dans la foulée, la MGM met en chantier un nouveau volet de la série des Thin Man : L'introuvable rentre chez lui pour l'année 1942. John Hertz Jr. le nouvel époux de Myrna Loy fit pression sur elle afin qu'elle renonce au cinéma pour se consacrer au foyer[11]. L'actrice s'impliquera à la Croix-rouge. Irene Dunne est envisagée pour la remplacer. La MGM, finalement annulera le projet et le relancera après la guerre[12].
- Le film engrangea un profit de 1 453 000 aux Etats-Unis et au Canada, puis 848 000 dollars dans le reste du monde[13].